# 王世贞
王世貞（1526年12月8日—1590年12月23日），字元美，號鳳洲，又號弇州山人，直隸蘇州府太倉州（今江蘇太倉市）人，明朝政治人物、文學家、史學家。“後七子”之一。官至南京刑部尚書。

## 生平
王世貞為大同總督王忬之子，生有異稟，讀書過目不忘。嘉靖二十二年癸卯科應天府鄉試第五十八名舉人，二十六年（1547年）中丁未科二甲進士，初任刑部主事，遷員外郎、郎中，為官正直，不附權貴。楊繼盛受嚴嵩陷害下獄，王世貞盡力相助，嚴嵩對此十分憤恨。吏部兩度擬定提學皆不用，任山東青州兵備副使。其父王忬在職守上，因灤河決堤事而被嚴嵩下獄。王世貞與其弟王世懋每天在嚴嵩門外自罰，請求寬免，然而朝中無人敢為王忬說清。王忬最終在西市處決。
隆慶元年（1567年）八月，王世貞伏闕為父辯冤，又得大學士徐階相助，王忬平反，追復官職。隆慶二年（1568年），王世貞起補河南按察司副使，兵備大名，隆慶三年（1569年）擢浙江布政使司左參政，分守杭嘉湖。隆慶四年（1570年）履山西按察使，十月底丁母憂。
萬曆元年（1573年）起復，除湖廣按察使，九月改廣西右布政使，未到任，十二月擢太僕寺卿。萬曆二年（1574年）以督察院右僉都御史督撫鄖陽，萬曆四年（1576年）擢南京大理寺卿，未到任，九月因以“薦舉涉濫”被吏部糾察而奪俸；十月，南京刑科都給事中楊節彈劾他“大節已虧”，令回籍聽候別用。萬曆十五年（1587年）起補南京刑部右侍郎，萬曆十七年（1589年）三品考滿，升南京刑部尚書，萬曆十八年（1590年）告休回里，十一月廿七日卒，贈太子少保。《明史》有傳。

## 文學成就

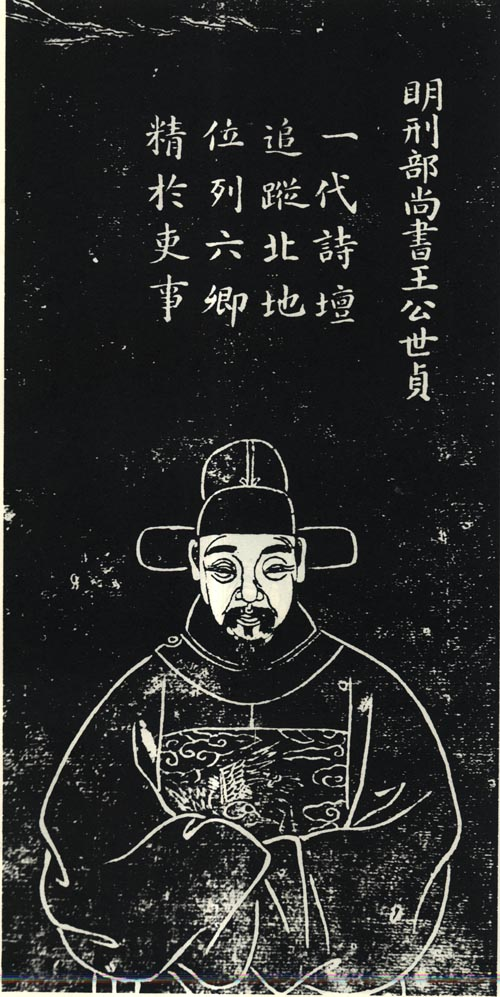
蘇州滄浪亭五百名賢像之王世貞石刻像

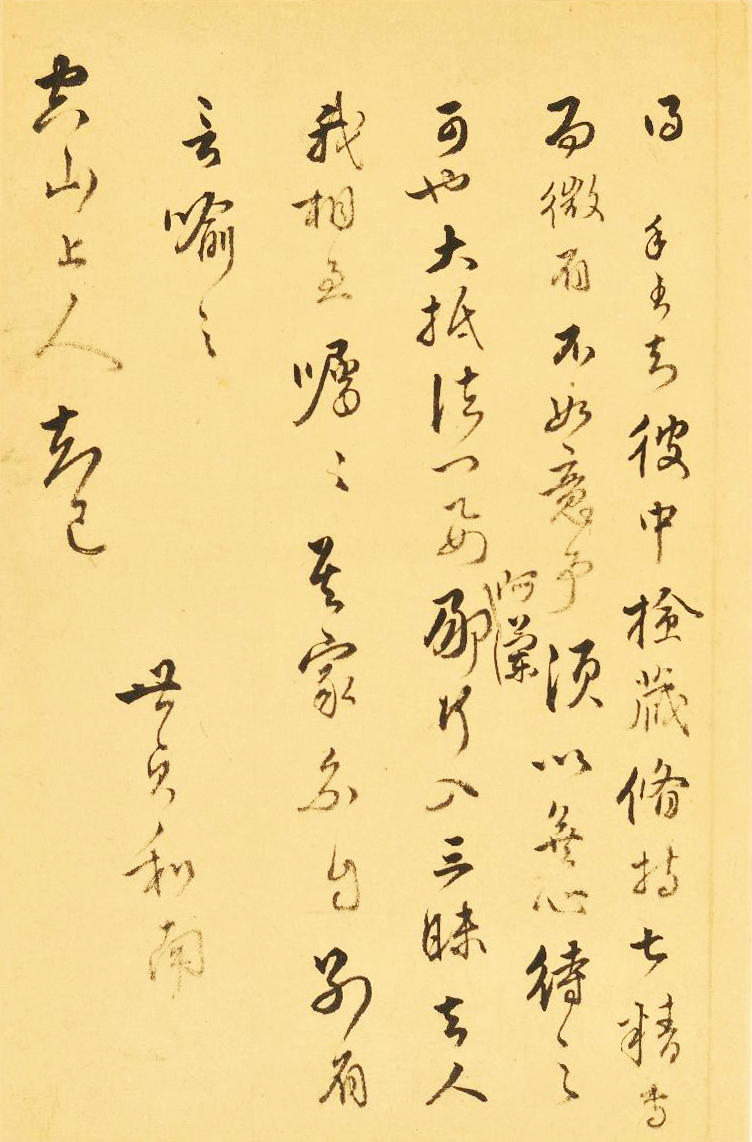
王世贞行书手札册

世贞早年与李攀龙同为“后七子”领袖。攀龙死后，他独主诗坛二十年。“一時士大夫及山人、詞客、衲子、羽流，莫不奔走門下。片言褒賞，聲價驟起”。善詩，尤擅律，絕，倡導文學復古運動，有“文必秦漢，詩必盛唐”的主張。园后建有“小酉馆”，贮书达3万余卷。《四库总目》说：“世贞才大学博，自谓靡所不少，方成大家”，亦有人指出其作品多模擬仿古，但往往失于藻饰。晚年文学思想转变，以“恬淡自然为宗”，王锡爵稱其“自然”，焦竑說他“自谶”，钱谦益则提出“自悔”说。孙鑛《孙月峰先生全集》卷九《与李于田论文书》论王世贞曰：“凤洲气脉本出子瞻，稍杂以六朝，后乃稍饰以庄左及子长。俊发处亦仿佛近之，然终不纯似。自谓出《国策》，正是子瞻所祖耳。”其《宋诗选序》称：“余所以抑宋者，为惜格也，然而代不能废人，人不能废篇，篇不能废句，盖不止前数公而已，此语于格之外者也。”

## 著作
传世的史学著作有，《国朝纪要》十卷、《天言汇录》十卷、《弇山堂别集》一百卷、《识小录》十卷、《嘉靖以来内阁首辅传》、《读书后》、《名卿纪绩》、《明野史汇》一百卷、《弇州山人四部稿》一百七十四卷、《弇州山人续稿》二百一十八卷等:21。此外，有《藝苑卮言》十二卷（南北曲源流與評論）、《鳴鳳記》（劇本，以批嚴嵩為題材。王世貞之父被嚴嵩陷害死，作品大斥嚴氏罪行。）、《史乘考誤》传世。
不少学者认为《金瓶梅》作者兰陵笑笑生的真實身分便是王世貞。

## 家族
曾祖王輅；祖父王倬，兵部侍郎；父王忬，監察御史；母郁氏，封孺人贈夫人。弟王世懋，太常寺少卿。
子王士騏；王士骕；王士骏。女婿華叔陽。